# Melgar de Arriba (kommunhuvudort)
Melgar de Arriba är en kommunhuvudort i Spanien.   Den ligger i provinsen Provincia de Valladolid och regionen Kastilien och Leon, i den norra delen av landet, 240 km nordväst om huvudstaden Madrid. Melgar de Arriba ligger 793 meter över havet och antalet invånare är 259.
Terrängen runt Melgar de Arriba är platt. Runt Melgar de Arriba är det mycket glesbefolkat, med 3 invånare per kvadratkilometer. Närmaste större samhälle är Villada, 10,8 km öster om Melgar de Arriba. Trakten runt Melgar de Arriba består till största delen av jordbruksmark.